# Chicago Symphony Orchestra

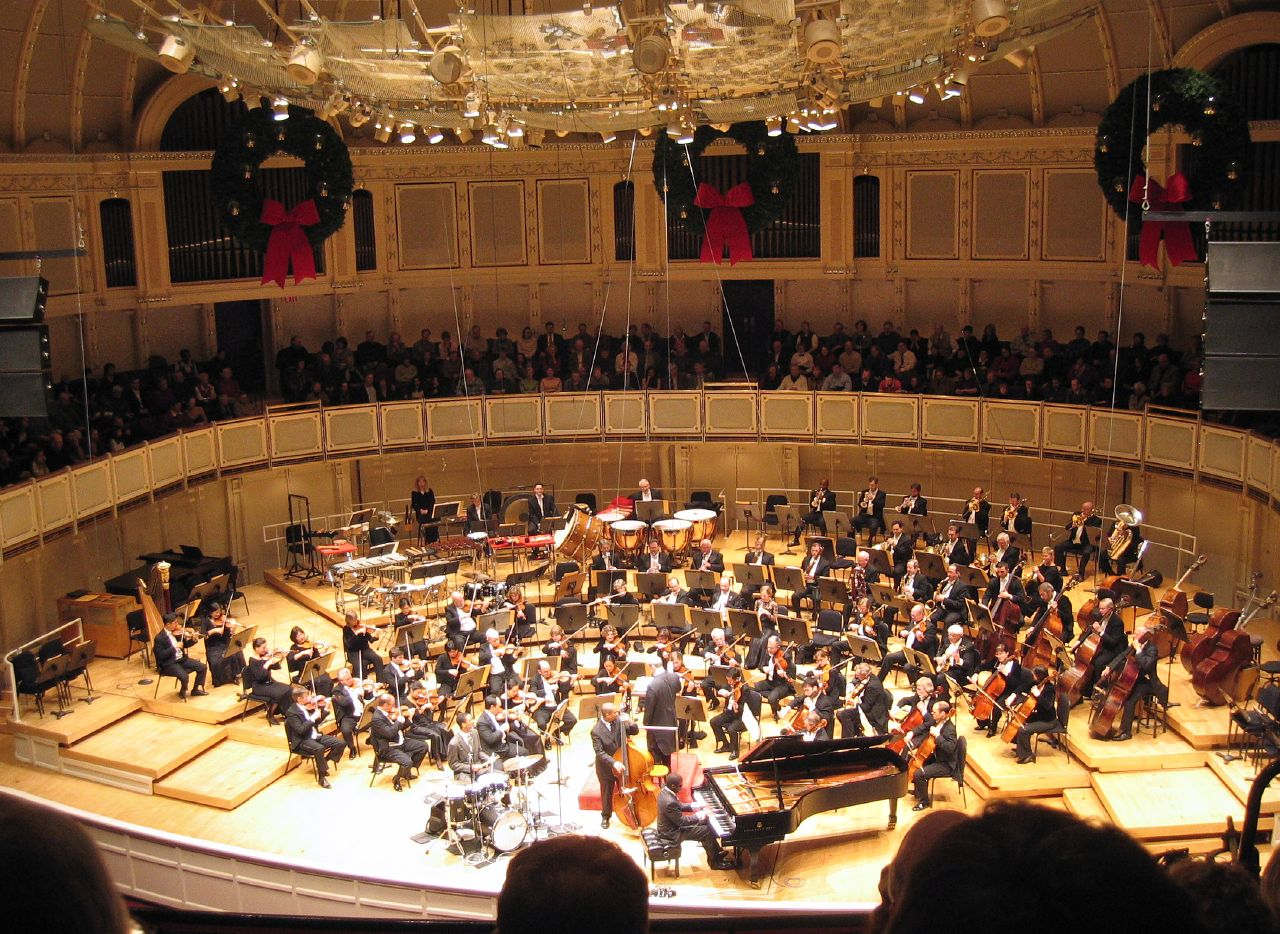
het Chicago Symphony Orchestra in 2005

Het Chicago Symphony Orchestra te Chicago is een Amerikaans symfonieorkest. Het is in 1890 opgericht en geldt als een van Amerika's meest prestigieuze orkesten. Het orkest wordt traditioneel tot de Big Five gerekend. Een aantal van de vele honderden opnamen van het orkest is bekroond. Aan de klank en speelstijl valt allereerst de massieve sonoriteit van de koperblazers op. Bij het orkest behoort een eigen koor.

## Dirigenten
In 1890 dirigeerde de Duitse dirigent Theodore Thomas het eerste concert van dit orkest, dat zijn bestaan begon als Chicago Orchestra. Van 1906 tot 1912 heette het Theodore Thomas Orchestra. Onder Thomas' opvolger Frederick Stock maakte het orkest in 1916 zijn eerste plaatopnamen. Stock was chef-dirigent van 1906 tot 1942. Zijn opvolgers bleven korter. Tot hen behoren onder anderen Désiré Defauw (1943-1947), Arthur Rodzinski (1947-1948), Rafael Kubelík (1947-1955), Fritz Reiner (1953-1963) en Jean Martinon (1963-1969), in Nederland nadien verbonden aan het Residentie Orkest. Langere tijd bleven de Hongaar Georg Solti (1969-1991) en Daniel Barenboim, wiens periode in 2006 eindigde. Van 2006 tot 2010 was de Nederlandse dirigent Bernard Haitink 'principal conductor' (eerste dirigent) van het Chicago Symphony Orchestra.
Het orkest kent vaste gastdirigenten. Onder anderen Carlo Maria Giulini en Claudio Abbado bekleedden deze positie. Daarnaast verzorgden vele dirigenten gastoptredens bij dit orkest, onder wie de Nederlandse dirigenten Eduard van Beinum en Hans Vonk. Van 1995 tot 2006 was Pierre Boulez vaste gastdirigent, daarna was hij tot 2016 'conductor emeritus'.  
'Music director' (chef-dirigent) was van 2010 tot 2023 Riccardo Muti. Hij zal in 2027 worden opgevolgd door Klaus Mäkelä, die deze rol zal combineren met dezelfde functie bij het Koninklijk Concertgebouworkest in Amsterdam.

## Concertzaal
Sinds 1904 speelt het Chicago Symphony Orchestra in de Orchestra Hall die deel uitmaakt van het Symphony Centre. Zomers treedt het orkest op in Ravinia Park bij het prestigieuze Ravinia Festival.